# DNA-Barcoding
DNA-Barcoding (englisch DNA barcoding) ist eine taxonomische Methode zur Artenbestimmung anhand der DNA-Sequenz eines Markergens.
Die Abfolge der Basenpaare wird dabei analog wie der Strichcode auf Lebensmittel-Verpackungen als Kennzeichen für eine bestimmte Art verwendet. Der Name Barcoding (englisch bar „Balken“) entstammt dieser Analogie. Da sich die DNA-Sequenz mit einer im Großen und Ganzen gleichmäßigen Rate durch Punktmutationen verändert (vgl. molekulare Uhr), besitzen näher verwandte Individuen (und Arten) ähnlichere Sequenzen. Solange eine Art ungeteilt bleibt, d. h., einen gemeinsamen Genpool besitzt, werden Unterschiede zwischen verschiedenen Populationen durch Genfluss immer wieder ausgeglichen. Mit der Separation bei der Artbildung entwickeln sich die Sequenzen mit annähernd konstanter Rate auseinander. Besitzen also Proben aus zwei Individuen deutlich unterschiedliche Sequenzen, ist dies ein Zeichen, dass sie aus verschiedenen Arten stammen.
Beim DNA-Barcoding geht es nicht um die proteincodierende Eigenschaft der DNA. Da codierende Sequenzen der Selektion unterliegen, steht ihre Verwendung sogar unter Vorbehalten. Sie ist dennoch möglich, weil der genetische Code in der dritten Position des Basentripletts zu großen Teilen redundant ist („degenerierter Code“). Dadurch unterliegt die Sequenz hier kaum der Wirkung der Selektion und kann als neutraler Marker verwendet werden. Für die Detektion von Unterschieden zwischen nah verwandten Arten ist eine sich schnell verändernde Basensequenz, z. B. aus einem funktionslosen DNA-Abschnitt, am besten geeignet. Für größere Unterschiede eignen sich langsam verändernde Abschnitte besser. Für die Methode wurden demgemäß verschiedene DNA-Abschnitte vorgeschlagen.
Am weitesten verbreitet ist dabei ein Abschnitt aus der mitochondrialen DNA (mtDNA). Diese hat den Vorteil, dass sie keine Introns enthält (außer bei Pilzen), nur sehr wenig der Rekombination unterliegt und im haploiden Modus vererbt wird (d. h., es liegen nicht, wie im Kerngenom, zwei unterschiedliche Chromosomen mit unter Umständen voneinander verschiedenen Allelen vor); dies erspart eine sonst notwendige Klonierung. Von den 13 proteincodierenden Genen der mtDNA wird als Standard eine 648 Basenpaare (abgekürzt: bp) lange Region des Gens der Untereinheit I der Cytochrom c Oxidase (COI oder cox1) verwendet, weil dieses Gen zwischen verschiedenen Arten stärkere Unterschiede aufweist als die anderen mitochondrialen Gene.

## Durchführung
Das Verfahren beruht auf der Anwendung der Polymerase-Kettenreaktion (abgekürzt PCR nach englisch polymerase chain reaction). Folgende Arbeitsschritte sind erforderlich:
- Extraktion der DNA aus dem untersuchten Organismus oder der Probe (vgl. Hauptartikel DNA-Extraktion). Hierzu kann frisches Material oder Museumsmaterial dienen, wobei aber die in Museen häufig praktizierte Konservierung mit Formalin Probleme bereitet.
- Durchführung der Polymerase-Kettenreaktion. Damit die Reaktion starten kann, ist neben dem Enzym ein kurzer DNA-Abschnitt, der Primer erforderlich. Eigentlich scheint es so, dass die Auswahl des Primers eine unmögliche Aufgabe sein müsste; schließlich hängt er von der Basensequenz der DNA ab, die ja unbekannt ist und mit der Methode gerade herausgefunden werden soll. Glücklicherweise sind im Genom zahlreiche Abschnitte eingestreut, die zwischen verschiedenen Organismen nur sehr wenig variabel sind. Diese konservierten Sequenzen codieren meist für eine biologisch grundlegende Aufgabe, so dass sich Mutationen an dieser Stelle meist letal auswirken. Die Standardsequenz des cox1-Gens wurde nicht zuletzt deshalb ausgewählt, weil für sie gute Primer zur Verfügung standen. Dennoch ist die Auswahl des Primers ein schwieriger Schritt, und unterschiedliche Primer können unterschiedliche Sequenzen ergeben. Es ist möglich, mit dem Enzym Reverse Transkriptase neue Primer zu erzeugen, dies ist aber für Routineuntersuchungen viel zu aufwendig. Das für die Vervielfältigung genutzte Enzym ist die Taq-Polymerase des Bakteriums Thermus aquaticus, die für den Routineeinsatz seit 1987 zur Verfügung steht – eine wesentliche Voraussetzung für die Methodik.
- Sequenzierung der vervielfältigten (oder „amplifizierten“) DNA (vgl. Hauptartikel DNA-Sequenzierung). Dies war früher eine diffizile Laboraufgabe. Heute stehen leistungsfähige Sequenzierautomaten mit hoher Durchsatzrate zur Verfügung, die die Sequenzierung automatisch durchführen. Die Sequenzierung trägt daher heute weder zu den Schwierigkeiten noch zu den Kosten der Methode noch Nennenswertes bei.
- Analyse der Sequenz. Liegt bereits eine Datenbank für die untersuchte Gruppe vor, wird die Sequenz mit den dort gespeicherten Sequenzen verglichen. Ist sie identisch oder weist nur geringe Variationen auf, gehört die untersuchte Probe wahrscheinlich zu dieser Art. Schwieriger ist es, wenn gar keine Datenbank vorliegt bzw. diese mit den Proben gerade erstellt werden soll, oder wenn die Probe keine Übereinstimmung mit den gespeicherten Sequenzen aufweist. Unbekannte Proben werden vom Computer nach Sortieralgorithmen abgestuft nach Ähnlichkeit gruppiert, so dass sich Bäume ergeben, die einem Stammbaum ähneln. Proben aus derselben Art oder aus sehr nahe verwandten Arten sollten ähnliche Sequenzen aufweisen und daher bei der Sortierung nahe beieinander liegen. Weisen die Proben von einer „Art“ zwei oder mehr deutlich getrennte Gruppen (oder „Cluster“) auf, ist dies ein starker Hinweis darauf, dass hier in Wirklichkeit mehrere Arten vorliegen, die bisher nicht erkannt und unterschieden worden waren. Unglücklicherweise ist der Unterschied zwischen verschiedenen Arten in unterschiedlichen systematischen Gruppen sehr unterschiedlich groß, und gleichzeitig kann der Polymorphismus innerhalb einer Art manchmal recht groß sein. Es ist deshalb nicht möglich, eine universelle Schwelle anzugeben, ab der divergierende Sequenzen mit Sicherheit verschiedene Arten repräsentieren. In der Größenordnung hat sich vielfach ein Unterschied von 3 % bewährt, aber sowohl niedrigere als auch höhere Werte sind vielfach in Gebrauch. Was die Cluster der Datenanalyse, manchmal operational taxonomic units (OTUs) genannt, wirklich repräsentieren und ob man sie ohne weiteres mit Arten gleichsetzen darf, gehört zu den größten Streitpunkten des Verfahrens.

## Anwendungen
Es gibt weltweit eine Reihe von Initiativen, die versuchen, für bestimmte Artengruppen Datenbanken mit DNA-Barcode-Sequenzen als Referenzen aufzubauen. Ziel der Initiativen ist es vor allem, Sequenzen von zweifelsfrei bestimmten Individuen beschriebener Arten zu sammeln und einzulesen, um Daten für Anwender bereitzustellen. Die Initiative IBOL (International Barcode of Life) koordiniert die Bemühungen in zahlreichen Artengruppen und leistet technische Hilfe. Einige teilnehmende Initiativen sind: Die Fish Barcode of Life Initiative (FISH-BOL) versucht, eine Datenbank mit DNA-Barcodes für weltweit alle Fischarten aufzubauen. ABBI ist die entsprechende Initiative für die die Vögel. Andere IBOL-Initiativen versuchen dasselbe für die Schmetterlinge und die Säugetiere.
Der Ehrgeiz mancher Forschungsgruppen geht allerdings schon weit über diese Ziele hinaus. Viele erträumen sich, irgendwann einmal einfach unsortierte aus der Umwelt gewonnene Proben zu sequenzieren und anschließend mehr oder weniger eine Artenliste des entsprechenden Lebensraums zu erhalten, ohne hochtrainierte, teure und seltene Spezialisten noch bemühen zu müssen. Andere erwarten in naher Zukunft durch Miniaturisierung der Komponenten sogar transportable Barcoder, die, handhabbar im Gelände oder am Arbeitsplatz, aus kleinsten Proben verlässlich und in Echtzeit einen Artnamen ermitteln können.

### Fallbeispiele
- Eine Untersuchung des neotropischen Schmetterlings Astraptes fulgerator mittels DNA-Barcoding hat ergeben, dass das, was bisher für eine (polymorphe) Art gehalten worden ist, in Wirklichkeit einen Komplex aus zehn sehr ähnlichen Zwillingsarten darstellt, die morphologisch kaum unterscheidbar sind.[8]

- In einer Studie an tropischen parasitoiden Brackwespen konnten mit morphologischen Methoden 171 provisorische (zu ca. 95 % unbeschriebene) Arten unterschieden werden. DNA-Barcoding ergab das Vorhandensein von weiteren 142 Arten, die bei der morphologischen Sortierung nicht erkannt werden konnten, die meisten davon wirtsspezifisch. Die Studie lässt Hochrechnungen auf die extreme Artenfülle dieser Gruppe in den Tropen zu, auf die weltweit nur extrem wenige Taxonomen spezialisiert sind.[9]

- Die Eignung der Methode konnte für die Artidentifikation mariner Rotalgen nachgewiesen werden. Diese sind nach morphologischen Kriterien nur extrem schwierig unterscheidbar.[10]

- Bei Landpflanzen ist das cox1-Gen für DNA-Barcoding ungeeignet und erbringt keine verwertbaren Resultate. Für die Methode wurde eine Reihe anderer Gene getestet. Bisher am besten geeignet war ein Abschnitt des Plastid-Gens matK[11] (Plastiden besitzen ebenso wie Mitochondrien eigenes Erbmaterial). In einer Pilotstudie an Orchideenarten konnte die Eignung dieses Gens für DNA-Barcoding von Landpflanzen nachgewiesen werden. Marker für tropische Orchideenarten könnten in der Anwendung ein wichtiger Baustein zum Verhindern von Schmuggel sein.[12] Eine weitere Arbeitsgruppe fand allerdings bei Bäumen der auch ökonomisch bedeutsamen Familie Meliaceae (Mahagonigewächse), dass alle Marker auf Mitochondrien und Plastiden gleichermaßen unzuverlässig waren. Sie schlagen eine mituntersuchte Region des nuklearen Genoms als Marker vor.[13]

- Die Anwendung der Methode auf Primatenarten erwies sich wegen einiger methodischer Probleme als schwierig, sie war aber nach entsprechender Anpassung der Standardmethodik möglich und für die Zukunft vielversprechend. Die Methode könnte auch hier helfen, Schmuggel (auch von Fleisch und anderen Produkten) einzudämmen und wäre in der biomedizinischen Forschung hilfreich.[14]

- In einer Studie konnte nachgewiesen werden, dass es möglich ist, aus Kotproben, die im Lebensraum gesammelt worden sind, Art- und Geschlechtszugehörigkeit von Sibirischen Tigern und Amurleoparden zu bestimmen. Damit kann die verbleibende Verbreitung, die Ökologie und Lebensweise dieser extrem heimlichen Arten viel einfacher als mit den sehr seltenen Sichtbeobachtungen aufgeklärt werden.[15]

- Forschern in Südfrankreich ist es gelungen, anhand von DNA aus Wasserproben herauszufinden, ob in dem Gewässer Individuen des Amerikanischen Ochsenfroschs vorkommen. Die Art, die nach Europa eingeschleppt wurde, ist hier wegen ihrer Auswirkungen auf die heimische Amphibienfauna gefürchtet. Ein direkter Nachweis ist bei niedriger Populationsdichte schwierig und nur zu bestimmten Jahreszeiten möglich.[16]

### Wesentliche Vorteile der Methode
Die Befürworter der Methode führen folgende wesentliche Vorteile des DNA-Barcoding gegenüber mehr traditionellen taxonomischen Arbeitsmethoden an, die sie teilweise auch belegen können (vgl. die Fallbeispiele):
- Die Methode ermöglicht Nicht-Spezialisten die Bestimmung von Arten aus schwierigen und artenreichen Gruppen. Dies ist wichtig, weil jeder Spezialist mit einiger Sicherheit nur wenige Tausend Arten wirklich überschauen kann, es aber Millionen von Arten gibt (vgl. Artenvielfalt). Die Anzahl der Taxonomen ist weltweit gering. Sie nimmt zurzeit weiter deutlich ab, weil das Fach als altmodisch gilt und bei der Mittelvergabe innerhalb der Forschungseinrichtungen (z. B. an Universitäten) überwiegend andere biologische Fachrichtungen bedacht werden. So werden beispielsweise Lehrstühle für klassische Taxonomie nicht wieder besetzt oder bei einer Neubesetzung das Forschungsfeld geändert. Gleichzeitig soll die Biodiversität des Lebens auf der Erde beschrieben und erfasst werden, was mit konventionellen Methoden bei der bisherigen Geschwindigkeit Jahrhunderte benötigen würde.
- Durch DNA-Barcoding ist es möglich, Teile und Produkte von Organismen einer Art zuzuordnen. Dies ist wesentlich, um Schmuggel geschützter Arten, Einhaltung von Fangquoten und ähnliche Probleme zu lösen, mit denen die Behörden heute überfordert sind. Außerdem können Larven und andere Entwicklungsstadien den (meist nach Adulti beschriebenen) Arten zugeordnet werden.
- Durch Analyse scheinbar bekannter Arten erweist es sich häufig, dass es morphologisch nicht unterscheidbare Zwillingsarten (Kryptospezies) gibt, die sich in Lebensweise und Spezialisierung deutlich unterscheiden können. In anderen, merkmalsarmen Gruppen wie den Nematoden ist eine Artbestimmung nach der Morphologie ohnehin fast unmöglich. Hier kann DNA-Barcoding die Zusammenhänge deutlich besser enträtseln oder zumindest wesentliche Hinweise geben.

## Kritik und Grenzen der Methode
Die beeindruckenden Chancen, die die Methode des DNA-Barcoding bei der schnellen und einfachen Artbestimmung ermöglicht, sollten nicht den Blick verstellen auf Unzulänglichkeiten, die sich in verschiedenen Bereichen erwiesen haben. Eine unkritische Übernahme der Ergebnisse kann schwere Fehlurteile zur Folge haben. Diese betreffen verschiedene Aspekte des Verfahrens und sind teilweise durch technische Anpassungen und Verfeinerungen behebbar, teilweise aber auch grundsätzliche Unzulänglichkeiten, die den Einsatz des DNA-Barcoding für einige Einsatzbereiche erschweren oder unmöglich machen.
Zunächst ergibt es sich aus der Verwendung eines mitochondrialen Markergens, dass Verwandtschaft ausschließlich im mütterlichen Erbgang ermittelt wird, da das Spermium keine Mitochondrien zum neuen Organismus beisteuert. Dadurch ist es nicht möglich, einige Effekte von Hybridisierungen oder Introgressionen zu erforschen. Dieser Effekt ist aber nur bei noch unvollkommenen Artaufspaltungen oder sehr nahe verwandten Arten bedeutsam.
Eine weitere prinzipielle Schwierigkeit liegt darin, dass es selten einen scharfen Bruch zwischen der intraspezifischen und der interspezifischen Variabilität (d. h. derjenigen innerhalb einer Art und zwischen verschiedenen Arten) gibt. Sehr polymorphe Arten und nahe verwandte Artengruppen gehen unscharf abgegrenzt ineinander über. Im Grunde ist dies nicht ein Problem der Methode, sondern einfach ein Effekt der Natur selbst, die sich nicht immer perfekt in unsere mehr oder weniger künstlichen Sortierkriterien einfügt. Probleme ergeben sich aber daraus in der Anwendung, z. B. wenn Artenzahlen verglichen werden sollen.
Noch problematischer wird es, wenn ausschließlich mit DNA-Barcoding abgegrenzte operational taxonomic units als Arten behandelt werden, weil dann die Artenvielfalt z. B. eines Lebensraums kritisch von den bei der Analyse verwendeten Schwellenwerten abhängt. Dadurch werden subtile Manipulationen möglich. Da die Schwellenwerte zwischen verschiedenen Organismengruppen sehr verschieden sein können, ist es auch sehr riskant, schlecht erforschte oder unbekannte Sequenzen ohne sehr ähnliche Referenzeinträge in der Datenbank als reale biologische Einheiten zu behandeln. Die genannten Schwierigkeiten sollten kleiner werden und letztlich verschwinden, wenn die untersuchten Gruppen besser bekannt und die Datenbanken vollständiger geworden sind. Allerdings hatten die Verfechter der neuen Methode immer damit geworben, dass man mit ihr die Biodiversität unaufwendig direkt bestimmen könnte, d. h. gerade ohne vertiefte Kenntnisse der Arten auf unabhängigen Wegen.
Einige Forscher weisen darauf hin, dass das Markergen cox1 zumindest bei einigen Organismengruppen einer stärkeren gerichteten Selektion unterliegt. Durch den Effekt der Selektion sind Änderungen nicht mehr zwingend neutral, sie können langsamer oder schneller ablaufen als erwartet und dadurch die Resultate verzerren. Die Selektion kann direkt auf das codierte Enzym gerichtet sein oder sich indirekt durch die Koppelung mit anderen Genen ergeben (linkage disequilibrium, in etwa „Genkoppelungs-Ungleichgewicht“). Bei Insekten und anderen Arthropoden kann z. B. die fast universell verbreitete Infektion mit symbiotischen oder schädigenden Bakterienstämmen, z. B. der Gattung Wolbachia, starke Ungleichgewichte der mtDNA innerhalb einer Art erzeugen (wobei dann fälschlich angenommen wird, es lägen mehrere, kryptische Arten vor) wie auch einzelne Populationen verschiedener Arten zueinander ähnlicher machen als zu anderen Populationen innerhalb der Art (hier würde entweder der Artunterschied ganz verkannt oder es würden zu viele Arten unterschieden). Diese Effekte sind für die Schätzungen der Artenvielfalt nicht ohne Belang, weil etwa die Hälfte der beschriebenen Arten (und vermutlich ein deutlich höherer Anteil der unbekannten) Insekten sind. In einer Pilotstudie bei einer Fliegengattung konnte gezeigt werden, dass der Effekt nicht nur theoretisch plausibel ist, sondern die Ergebnisse auch tatsächlich verfälscht.
Ein weiteres Problem der Methode sind Pseudogene der mitochondrialen Gene im Zellkern. Durch Kopierfehler werden gelegentlich Abschnitte der mtDNA irrtümlich in das nukleare Genom integriert, dadurch nimmt man an, dass in der Vergangenheit die meisten der ursprünglich viel zahlreicheren unabhängigen Organellengene in den Zellkern integriert worden sind. Obwohl diese Integration funktional abgeschlossen ist, werden immer noch gelegentlich solche Gene in den Zellkern eingebaut, wo sie funktionslos bleiben und in der Regel mehr oder weniger rasch durch selektiv neutrale Mutationen zu Pseudogenen degenerieren. Bei vielen Arten liegen zahlreiche solche Pseudogene im Zellkern vor, beim Menschen sind es zum Beispiel mehr als 500 allein für COI. Durch die üblichen Primer beim DNA-Barcoding werden die Pseudogene ebenso bei der PCR vervielfältigt wie das „echte“ Gen. Da es sich um Sequenzen handelt, die mehr oder weniger lange Zeit unabhängig vom Ursprungsgen mutiert sind, sind sie von diesem verschieden und ergeben fehlerhafte Messwerte. Im schlimmsten Fall wird die Sequenz des Pseudogens mit dem Markergen verwechselt, wodurch die betreffende Art völlig falsch einsortiert wird. Wie nicht erkannte Pseudogene eine Analyse ruinieren können, zeigt z. B. Jennifer E. Buhay (2009). Es ist in vielen Fällen möglich, Pseudogene zu erkennen: Da sie nicht der Selektion unterliegen, treten zufällig auch Mutationen auf, die die Integrität in funktionalen Genen völlig zerstören würden. Dies sind z. B. Stopcodons mitten im Gen oder Verschiebungen des Leserasters. Von solchen eindeutigen Fällen abgesehen ist ihre Erkennung aber ohne zusätzliche Informationen unmöglich.
Außerdem ist darauf hinzuweisen, dass die Methode selbstverständlich nur dann korrekte Ergebnisse liefern kann, wenn die in der Referenzdatenbank hinterlegte Sequenz auch tatsächlich zur angegebenen Art gehört. Bei einer Studie von 2006 erwiesen sich etwa 20 Prozent der Artnamen bei Pilzen als falsch. Besonders fatal ist die Situation im Mikrokosmos: Zu den meisten Artnamen gibt es keine DNA-Information, und viele DNA-Sequenzen können keinem Linné’schen Binomen zugeordnet werden.

## Turbo-Taxonomie
Inzwischen gibt es Bestrebungen, das DNA-Barcoding-Verfahren nicht nur zur Identifizierung bereits beschriebener Arten, sondern auch standardmäßig zur Beschreibung neuer Arten heranzuziehen („Turbo-Taxonomie“). Die Barcode-Sequenz dient dann, gemeinsam mit einer stark abgekürzten morphologischen Beschreibung, zur Definition der neuen Art, die nur bei Bedarf nach heutigem Standard umfassend beschrieben werden soll (vgl. Erstbeschreibung). Tatsächlich existieren auch gegenwärtig bereits Arten, die von anderen Arten ausschließlich auf Grundlage der DNA-Sequenz differenziert sind.